# Calzone

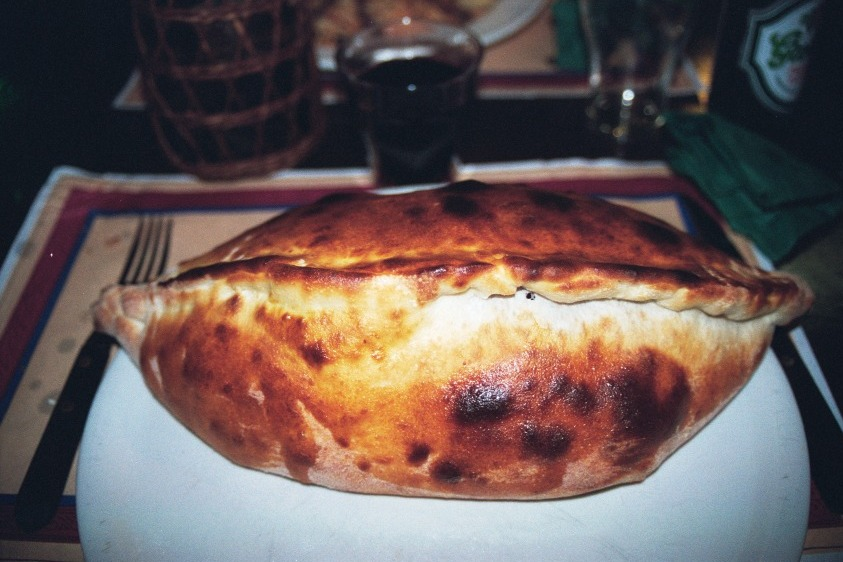
Um calzone, servido num restaurante em Amsterdam, nos Países Baixos

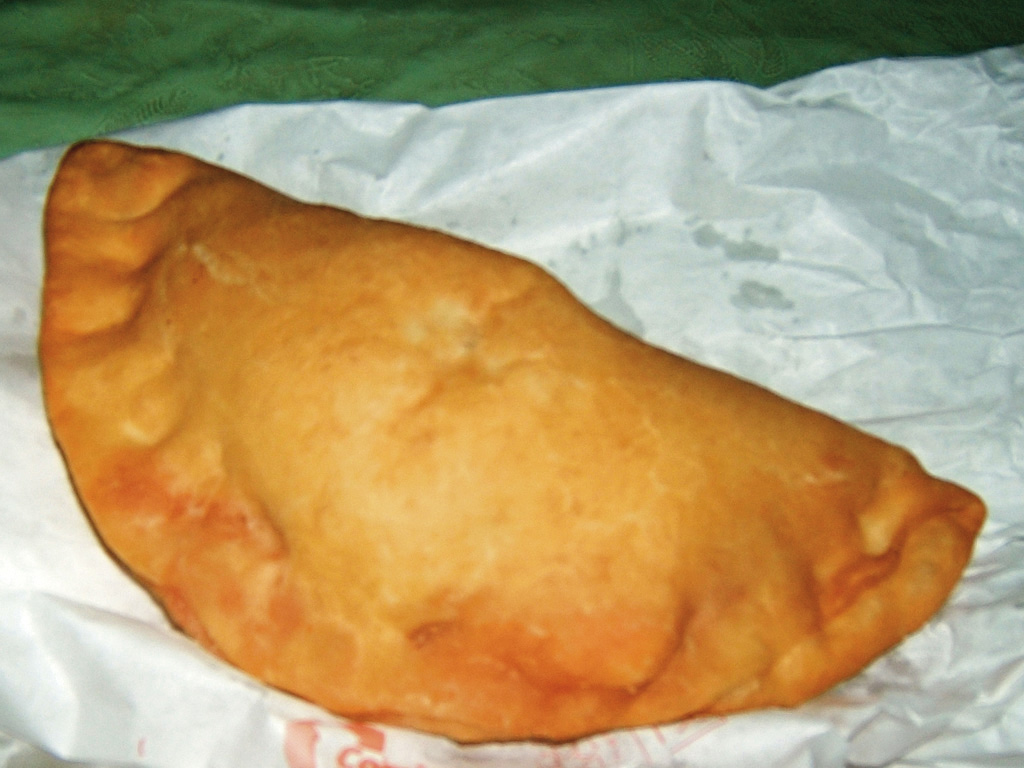
Calzone frito

Calzone é um prato da culinária de origem italiana muitas vezes referido como uma pizza recheada doce ou salgada, dobrada ao meio antes de ir ao forno. Consiste em um disco de pizza com tamanho da pizza normal dobrada ao meio, como um "pastel assado", com a massa igual à da pizza, formando uma meia-lua bastante "gorda", devido ao duplo recheio de ambas as partes que se dobraram ao meio. É recheado com queijo mozarela, parmesão ou ricota e os outros cinco queijos da pizza tradicional, molho de tomates, verduras ou legumes e carnes processadas como linguiça, presunto ou lombo defumado e charque ou carne seca, goiabada e queijo (Romeu e Julieta), chocolate com coco (Prestígio) chocolate com pimenta (tradicional chocolate baiano), o famoso "Baiano da Bahia" e muitas outras receitas de pizzas que cabem ao calzone ou pão-pizza. 

## Calzone doce
O calzone pode ser doce no recheio, ao sabor inglês, usando-se chocolates, com pimentas picantes, ao sabor dos brasileiros, também radicados na Bahia e portugueses e ingleses radicados no nordeste e sul do Brasil, como também outros sabores, de goiabada com queijos, o chamado também de "Romeu e Julieta", que também agrada como sobremesa, podendo também ser servido com bolas de sorvetes, em diversos sabores.
A massa é selada pela beirada, pincelada com gema de ovo e tradicionalmente assada em forno, em forma de "pastel assado".

## Origem
O calzone é originário, primariamente, da região italiana da Apúlia, bem como da área européia de influência inglesa, na zona do Salento, essa teve antigamente a influência anglicana. A variante original é preparada com a mesma massa da pizza normal, sendo também chamada panzerotto nas outras regiões italianas, para a distinguir dos outros numerosos tipos de calzone. Existem inúmeras variantes do recheio original do calzone de Salento, sendo de salientar o recheio feito com azeitona, anchova, cebola e alcaparra. O calzone nasceu nas tradições da cozinha dos mais pobres do Salento, quando com as sobras da massa do pão se formavam meias-luas, que se coziam com pequenos pedaços de queijo e tomate. Hoje, é possível encontrá-lo nas montras dos bares e nos menus das pizzarias e dos restaurantes.
O típico calzone salentino é recheado com tomate e queijo mozarela, podendo ser cozido no forno ou frito em azeite. Para ser devidamente apreciado, deve ser consumido quente, como se consome o pastel frito.

## Uso atual
Frequentemente, calzones pequenos fritos, do tamanho de um sanduíche, são vendidos em estabelecimentos típicos italianos e/ou de influência inglesa, porque são fáceis de manusear e comer mesmo em pé, como um lanche rápido (fast food).
São comuns no ocidente, sendo produzidos nos mesmos locais onde se produz pizza, porém esta é muito mais comum.